# الروضه (البیضاء)
الروضه (به عربی: الروضة) یک ناحیه در یمن است که در ناحیه البیضاء واقع شده‌است. الروضه ۶۷۷ نفر جمعیت دارد.